# Microrregión de Propriá
La microrregión de Propriá era una microrregión del estado brasileño de Sergipe, perteneciente a la antigua mesorregión del Este Sergipano. 
Estaba dividida en diez municipios. Poseía un área total de 1014.9 km².
En 2017, el Instituto Brasileño de Geografía y Estadística (IBGE) disolvió las mesorregiones y microrregiones, creando un nuevo marco regional con nuevas divisiones geográficas denominadas, respectivamente, regiones geográficas intermedias e inmediatas.

## Municipios
- Amparo de São Francisco
- Brejo Grande
- Canhoba
- Cedro de São João
- Ilha das Flores
- Neópolis
- Nossa Senhora de Lourdes
- Propriá
- Santana do São Francisco
- Telha